# Lachex
Lachex (auch LACHEX, als Akronym gebildet aus Los Alamos Chess Experiment) ist ein Schach-Computerprogramm, das von Burton Wendroff und Tony Warnock vom Los Alamos National Laboratory geschrieben wurde. Es trat bei den Weltmeisterschaften im Computerschach (WCCC) 1986 in Köln und 1992 in Madrid an.

## Geschichte

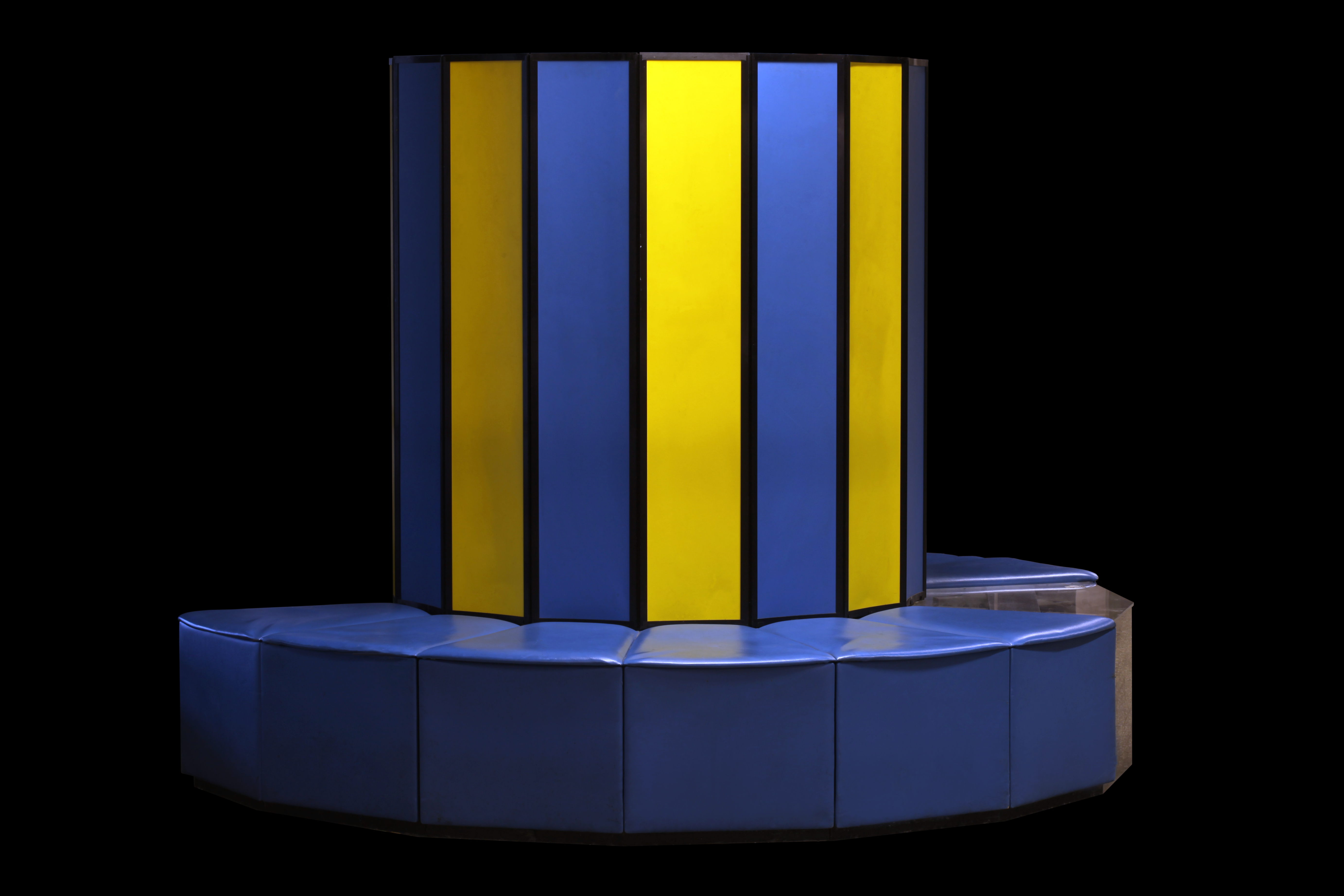
Cray X-MP war der zu seiner Zeit (1986) leistungsstärkste Supercomputer der Welt

Bei der 5. Computerschach-WM (5th WCCC) 1986 in Köln traten 23 Programme gegeneinander an. Eines davon war Lachex. Seine beiden Entwickler setzten dazu „den zu der Zeit größten Computer der Welt ein“. Es handelte sich um Cray XMP 4/16 (Bild), von dem sie allerdings während der WM zumeist nur einen kleinen Teil der Rechenzeit zur Verfügung hatten.
Bei der 17. Nordamerikanischen Computerschachmeisterschaft (NACCC) 1986 in Dallas belegte Lachex hinter dem Turniersieger Belle den zweiten Platz. Die Partie von Lachex und Bebe bei diesem Turnier gab den Anlass zur Formulierung der Idee der Singular extensions.